# AIST-2D
AIST-2D est un satellite russe destiné à tester de nouveaux équipements spatiaux dont un radar à synthèse d'ouverture et une caméra hyperspectrale. Le satellite est placé en orbite 28 avril 2016 par une fusée Soyouz 2.1v-Volga tirée depuis la base de lancement Vostotchny. Il s'agit du premier lancement effectué depuis la base Vostotchny.

## Développement
Au début des années 2010 des étudiants de l'Université aérospatiale d’État de Samara construisent un satellite expérimental de 53 kilogrammes, baptisé AIST, qui est placé en orbite le 19 avril 2013. Pour sa réalisation l'université est assistée par le principal constructeur de satellites et de lanceurs russe TsSKB-Progress également installé dans la ville de Samara au sud de la Russie. Le développement d'AIST-2D, qui constitue la suite de cette collaboration, est annoncé par TsSKB-Progress en janvier 2014. Ce satellite est destiné à mettre au point de nouveaux équipements spatiaux.

## Satellite
Le satellite AIST-2D est  de forme rectangulaire et a une masse de 531 kg. Il dispose de deux panneaux solaires qui fournissent en moyenne  285 watts. Cette énergie est stockée dans une batterie de 85 A-h. Le satellite est stabilisé 3 axes. Le débit sur la liaison descendante est compris entre 64 et 175 mégabits par seconde.

## Charge utile
Le satellite AIST-2D doit permettre de tester en orbite des équipements expérimentaux. La charge utile comprend 8 équipements dont deux constituent la charge utile principale :
- La caméra hyperspectrale Aurora installée au centre du satellite permet des prises d'images dans des longueurs d'onde comprenant la lumière visible et l'infrarouge et peut être utilisé en mode multispectral ou panchromatique. La résolution spatiale est de 1,48 mètre en panchromatique et de 4,5 m. en multi spectral pour une fauchée de 39,6 km. En infrarouge la résolution spatiale est de 122,5 mètres pour une fauchée de 47 km
- Le radar à synthèse d'ouverture BiRLK fonctionne en bande P ce qui lui permet de recueillir des données sur le sol masqué par la végétation. Sa résolution spatiale est de 5 à 30 mètres en horizontal et de 5 mètres en vertical pour une fauchée de 10 km de large.

Les six autres équipements testés sont : 
- Le spectromètre de masse DMS-01 qui doit en particulier tester le dégazage des différents composants de la structure du satellite.
- L'expérience DTch_01 analyse l'impact de l'environnement spatial (rayonnement, oxygène atomique, micro-météorites, rayonnement solaire) sur des échantillons de composants optiques, électroniques, de matériaux de surface et de revêtements.
- METEOR-M' regroupe plusieurs capteurs qui mesurent les impacts des particules d'origine naturelle ou artificielle et déterminent leur masse, leur vitesse, leur direction d'arrivée et l'incidence sur la surface du satellite.
- Contact-MKA est un système de télécommunications qui s'appuie sur la constellation de satellites Globalstar
- KMOU-1 est un système mesurant les accélérations  du satellite de faible ampleur et les corrigeant. Il comprend un boitier électronique, une paire de magnétomètres 3 axes, un capteur solaire, un capteur de Terre et trois magnéto-coupleurs.
- L'équipement KEA fourni par  SamGU comprend notamment des cellules photovoltaïques à grand rendement et des batteries lithium-ion.

## Déroulement de la mission
Le satellite est placé en orbite le 28 avril 2016 par une fusée Soyouz 2.1v-Volga tirée depuis la base de lancement Vostotchny. Il s'agit du premier lancement effectué depuis la base Vostotchny. La mission doit durer au moins 3 ans.